# Heliconius azteka
Heliconius azteka är en fjärilsart som beskrevs av Heinrich Neustetter 1928. Heliconius azteka ingår i släktet Heliconius och familjen praktfjärilar. Inga underarter finns listade i Catalogue of Life.